# Christian Weise

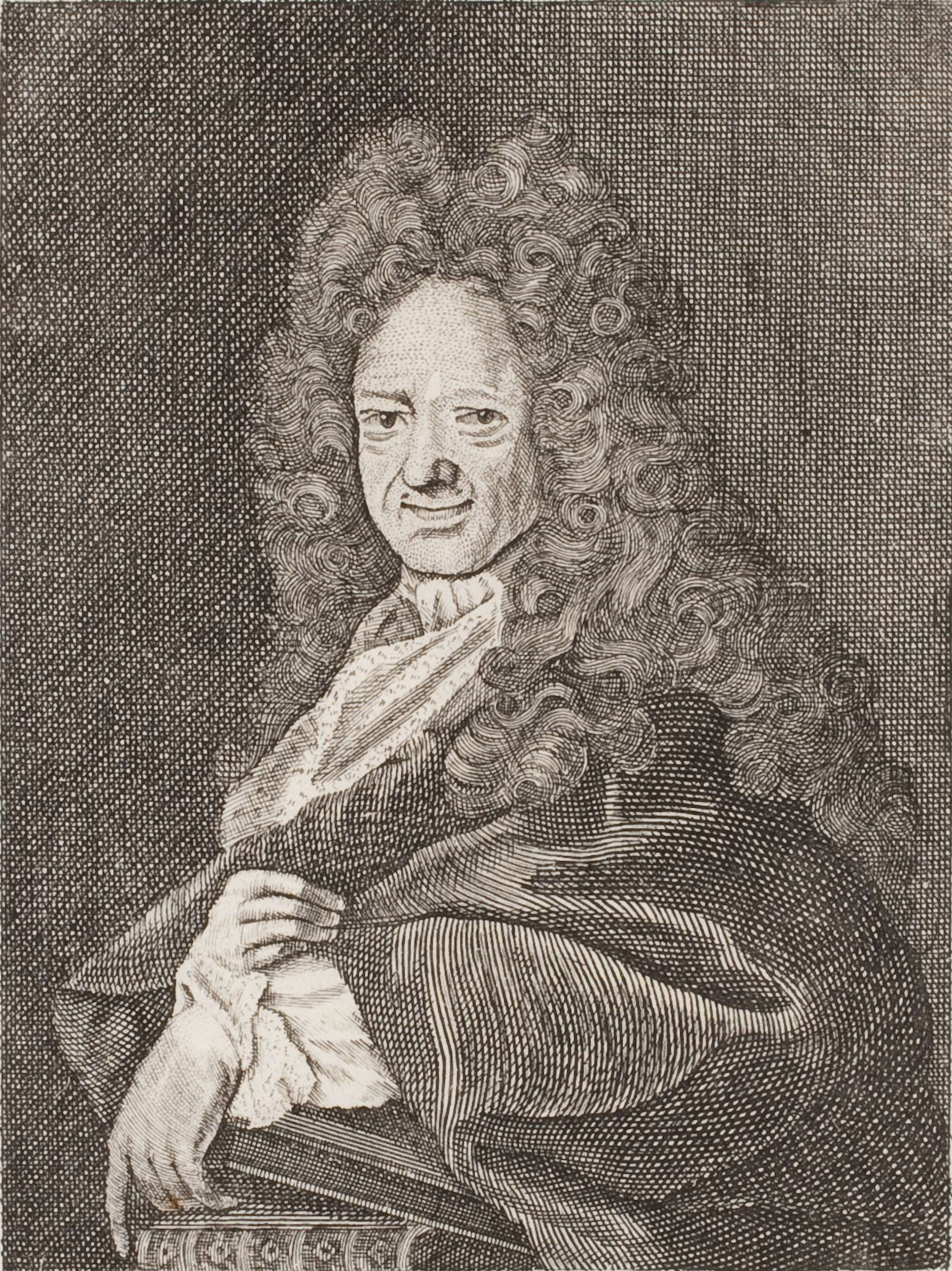
Christian Weise

Christian Weise, Pseudonyme Siegmund Gleichviel, Orontes, Catharinus Civilis, Tarquinius Eatullus und weitere, (* 30. April 1642 in Zittau; † 21. Oktober 1708 ebenda) war ein deutscher Schriftsteller, Dramatiker und Pädagoge.

## Leben
Weise wurde als Sohn des „magister tertium“ (Hilfslehrers) Elias Weise geboren, studierte an der Universität Leipzig Theologie und absolvierte dort 1663 eine Magisterpromotion. Dort entwickelte er Interesse für Fächer wie Rhetorik, Politik, Historie und Poesie, in denen er nach seinem Magisterabschluss für kurze Zeit Vorlesungen hielt. 1668 trat er in Halle eine Stelle als Sekretär beim Minister Simon Philipp von Leiningen-Westerburg des Herzogs August von Sachsen-Weimar an. 1670 wurde er Hofmeister beim Baron Gustav Adolf von der Schulenburg in Ampfurth bei Magdeburg, wechselte aber nach nur sechs Monaten als Professor an das Gymnasium Illustre Augusteum in Weißenfels. Im Jahr 1671 in Weißenfels heiratete Weise in erster Ehe Regina Arnold. Sie gebar ihm drei Söhne und verstarb vor Weises nächstem Amtsantritt in Zittau. 1678 wurde er Rektor des Zittauer Gymnasiums und übernahm außerdem die Leitung der dortigen Ratsbibliothek, die er im Laufe der Zeit beträchtlich vergrößerte und ausbaute. Am 16. Juni 1679 heiratete er, inzwischen Witwer, in zweiter Ehe Anna Regina Nesen, Tochter des Zittauer Stadtrichters Gottfried Nesen.
Weise schrieb ca. fünfzig Schuldramen,  satirische Romane, Komödien, Gelegenheitsgedichte, protestantische Kirchenlieder sowie mehrere Lehrbücher; u. a. Die drey ärgsten Ertz-Narren, Der grünenden Jugend überflüssige Gedanken und Der verfolgte Lateiner. Weise gilt in der Literaturgeschichte als ein Autor des Übergangs zwischen Spätbarock und Frühaufklärung. Dieser Übergangscharakter ist in besonderer Weise seinem Drama Masaniello eigen.
Während seiner Zeit als Rektor des Gymnasiums ließ er die Schüler viele seiner Theaterstücke aufführen. Seine Volksverbundenheit brachte er in Komödien in Oberlausitzer und nordböhmischer Mundart zum Ausdruck. Als besonderes Verdienst wird ihm zugeschrieben, das Zittauer Stadttheater zum kulturellen Mittelpunkt der Stadt erhoben zu haben. Seine 1683 geschriebene Tragödie Masaniello über das Schicksal des neapolitanischen Rebellen Tommaso Masaniello erfuhr in den 1950er Jahren in Zittau eine Wiederaufführung.
Weise führte Ende des 17. Jahrhunderts als Rektor des Zittauer Gymnasiums Deutsch als Unterrichtssprache ein. Er trat aufgrund altersschwacher Augen 1708 von seinem Amt als Rektor zurück.
Weise schrieb vor allem Schuldramen und satirische Werke über soziale und politische Missstände seiner Zeit. Dabei kritisierte er die adlige Welt aus bürgerlicher Sicht und verwendete einen für die Barockzeit ungewöhnlich nüchtern-realistischen Stil.

## Ehrungen
- Die Christian-Weise-Bibliothek in Zittau, in der sowohl die Ratsbibliothek als auch seine Sammlungen vereinigt sind, trägt seit 1954 seinen Namen.
- Das Christian-Weise-Gymnasium in Zittau ist ebenfalls nach ihm benannt.

## Bekannte Schüler
- Johann Friedrich Hertel (1667–1743), Rechtswissenschaftler
- Gottfried Hoffmann (1658–1712), Pädagoge und Kirchenlieddichter
- Johann Hübner (1668–1731), Schulschriftsteller und Lehrer
- Christian Gottlieb Prieber (1697–1744/45), Rechtsanwalt, Sozialutopist und Abenteurer
- Johann Christoph Schmidt (1664–1728), Komponist

## Werke (Auswahl)
- 1668 Der grünen Jugend uberflüssige Gedanken. Gedichte. Fritzsche, Weißenfels 1668 (Digitalisat in der Google-Buchsuche).
- 1668 Die Triumphirende Keuschheit.
- 1671 Die drey Haupt-Verderber in Teutschland. Roman (Digitalisat).
- 1672 Die drey ärgsten Ertz-Narren Jn der gantzen Welt/ Auß vielen Närrischen Begebenheiten hervorgesucht/ und Allen Interessenten zu besserem Nachsinnen übergeben/ durch Catharinum Civilem. Roman (Digitalisat und Volltext im Deutschen Textarchiv der 2. Aufl., 1673).
- 1675 Der Grünen Jugend Nothwendige Gedancken. Gedichte. Fritzsche, Weißenfels 1675 (Digitalisat in der Google-Buchsuche).
- 1677 Der Politische Redner. Ritzsch, Leipzig 1677 (Digitalisat in der Google-Buchsuche).
- 1678 Der Politische Näscher. Roman. Fritzsch, Leipzig 1678 (Digitalisat in der Google-Buchsuche).
- 1678 De Poesi Hodiernorum Politicorum. Rhetorik. Brühl, Weißenfels 1678 (Digitalisat in der Google-Buchsuche).
- 1679 Baurischer Machiavellus. (Komödie) (Digitalisat der SUB Göttingen).
- 1680 Der Tochter-Mord welchen Jephta unter dem Vorwande eines Opfers begangen hat. (Schulspiel).
- 1682 Von Jacobs doppelter Heyrath. (Komödie) (Digitalisat des Abdrucks im Zittauischen Theatrum von 1683).
- 1682 Masaniello. Tragödie (Digitalisat des Abdrucks im Zittauischen Theatrum von 1683).
- 1682 Von Tobias und der Schwalbe. Komödie (Digitalisat des Abdrucks im Zittauischen Theatrum von 1683).
- 1683 Zittauisches Theatrum
- 1684 Neu-Erleuterter Politischer Redner. Gerdes, Leipzig 1684. (Digitalisat in der Google-Buchsuche).
- 1690 Politische Fragen. Mieth, Dresden 1690. (Digitalisat Ausg. 1691 in der Google-Buchsuche).
- 1691 Curiöse Gedancken Von Deutschen Brieffen. Rhetorik. Mieth, Dresden 1691 (Digitalisat in der Google-Buchsuche).
- 1692 Curiöse Gedancken Von Deutschen Versen. (Poetologie). Gleditsch, Leipzig 1692. (Digitalisat in der Google-Buchsuche).
- 1695 Kluger Hoffmeister, Leipzig und Franckf., Johann Caspar Meyer M.DC.DCV.
- 1696 Der verfolgte Lateiner. (Drama).
- 1701 Curiöse Gedancken Von Wolcken-Brüchen. Mieth, Dresden und Leipzig 1701 (Digitalisat).
- Epistolae Selectiores (Ausgewählte Briefe, 1716) (CERA).

## Sämtliche Werke
Seit 1971 erscheint bei de Gruyter in Berlin die von Hans-Gert Roloff herausgegebene Ausgabe der Sämtlichen Werke. Erschienen sind bis Ende 2023:
- Band 1: Historische Dramen I. 1971.
- Band 2: Historische Dramen II. 1991.
- Band 3: Historische Dramen III. 1971.
- Band 4: Biblische Dramen I. 1973.
- Band 5: Biblische Dramen II. 1973.
- Band 6: Biblische Dramen III. 1988.
- Band 8: Biblische Dramen V. 1976.
- Band 10: Lustspiele I. 2023.
- Band 11: Lustspiele II. 1976.
- Band 12: Lustspiele III. 1986.
- Band 13: Lustspiele IV. 1996.
- Band 14: Schauspiele I. 2022.
- Band 15: Schauspiele II. 1986.
- Band 16: Schauspiele III. 2002.
- Band 17: Romane I. 2006.
- Band 18: Romane II. 2005.
- Band 19: Romane III. 2004.
- Band 21: Gedichte II. 1978.
- Band 23: Politische Schriften I. 2023.